# إلينا سانشيز كاباييرو
إلينا سانشيز كاباييرو (بالإسبانية: Elena Sánchez Caballero) هي صحفية ومقدمة تلفزيونية إسبانية، ولدت في 25 ديسمبر 1957 في مدريد في إسبانيا.

## وصلات خارجية
- إلينا سانشيز كاباييرو على موقع IMDb (الإنجليزية)